# Tipula (Eumicrotipula) amblythrix
Tipula (Eumicrotipula) amblythrix is een tweevleugelige uit de familie langpootmuggen (Tipulidae). De soort komt voor in het Neotropisch gebied.